# Eisenbahnunfall von Erzsébetváros
Der Eisenbahnunfall von Erzsébetváros war der Auffahrunfall eines Schnellzuges auf einen Güterzug am 5. Februar 1913 zwischen den Bahnhöfen Erzsébetváros (heute: Dumbrăveni) und Medgyes (heute: Mediaș), beide heute in Rumänien gelegen, auf der ungarischen Staatsbahn. Ein Großbrand und drei Tote waren die Folge. Der im Zug mitreisende Prinz Eitel Friedrich von Preußen, zweiter Sohn Kaiser Wilhelms II., blieb unverletzt.

## Ausgangslage
Gegen 1 Uhr 30 hielt ein Bahnwärter einen Eilgüterzug wegen eines defekten Spitzensignals am Zug zwischen den Bahnhöfen Erzsébetváros und Medgyes an. Im Güterzug liefen am Schluss zwei Kesselwagen, die mit Petroleum betankt waren. Auf dem letzten Wagen fuhr ein Bremser mit.
Dem Güterzug folgte der Schnellzug 601. Die Überholung des Güterzuges war für den Bahnhof Medgyes vorgesehen. Wegen des im letzten Wagen mitreisenden preußischen Prinzen, der sich auf der Fahrt von Bukarest nach Berlin befand, wurde der Zug nach besonderer Dienstvorschrift als „Hofzug“ gefahren. Das bedeutete, dass neben dem üblichen Lokpersonal weitere höhere Beamte auf der Lokomotive mitfuhren. Dies waren der Verkehrsleiter und der Heizhausleiter des Bahnhofs Kronstadt. Diese waren allerdings im Bahnhof Erzsébetváros von der Lokomotive in einen Dienstwagen im Zug umgestiegen.
Obwohl es Nacht war, soll die Sicht etwa 800 Meter betragen haben.

## Unfallhergang
Während der Güterzug nach dem außerplanmäßigen Halt wieder anfuhr, fuhr der Schnellzug etwa 500 Meter hinter der Stelle, an der der Güterzug gehalten hatte, mit etwa 60 km/h auf diesen auf. Die letzten sechs Güterwagen entgleisten, die Kessel der Kesselwagen rissen und durch Glut aus der auffahrenden Lokomotive ging das Petroleum sofort in Flammen auf.

## Folgen
Das Personal der auffahrenden Lok erlitt schwere Brandwunden, ebenso einige Reisende. Zwei Reisende wurden dabei getötet, ebenso der Bremser, der auf dem letzten Wagen des Güterzugs mitgefahren war. Prinz Eitel Friedrich reiste im letzten Wagen des Schnellzuges, der unbeschädigt blieb.

## Untersuchungsergebnis
Alle beteiligten Eisenbahner hatten fahrlässig gehandelt: Der Bremser auf dem Schlusswagen des Güterzuges hatte vergessen, ein Zugschlusssignal zu setzen. Der Bahnwärter hatte es versäumt, den Schnellzug auf den dicht vorausfahrenden Güterzug aufmerksam zu machen. Das Lokpersonal des Schnellzuges versäumte es, die Strecke sorgfältig zu beobachten. Die Beamten, die die Fahrt wegen des mitreisenden Prinzen besonders sichern sollten, waren im Bahnhof Erzsébetváros von der Lokomotive in den Zug umgestiegen.